# 蓮見智威
蓮見 智威（はすみ ともたけ、1968年12月8日 - ）は、日本の投資家、実業家、映画プロデューサーである。

## 略歴
東京都出身。早稲田大学卒業後、株式会社電通に入社。
営業局所属時は主にクリエイティブを担当し日本国内に限らず海外を担当する。

2007年、株式会社モードツー代表取締役社長に就任
2018年、株式会社ロータス・ワイズ・パートナーズを設立し、代表に就任
2019年、劇場映画「藍に響け」にエグゼクティブプロデューサーとして参画
2020年、ロータスシネマ投資ファンドを設立。
2021年、劇場映画「シノノメ色の週末」にプロデューサーとして参画。
2022年、劇場映画「LOVE LIFE」に製作として参画。
2022年、劇場映画「窓辺にて」にプロデューサーとして参画
2023年、株式会社g共同代表に就任
2023年、株式会社ロータス・ワイズ・パートナーズ代表を退任
2023年、シンガポールにてLOTUS WISE ASIA PTE. LTD.を設立し、代表に就任

## 受賞歴
・第1回IAA日本ベスト広告賞　グランプリ受賞
・第40回 日本プロモーショナル・マーケティング協会展（JPM Creative Design Show）　経済産業大臣賞
・第51回 全国カタログ・ポスター展　高額商品部門　銅賞受賞
■映画『藍に響け』
・第24回上海国際映画祭
・第18回キネコ国際映画祭　国際審査員ティーンズ部門長編グランプリ

■映画『シノノメ色の週末』
・第31回日本映画批評家大賞　新人監督賞

■映画『LOVE LIFE』
・第79回ヴェネツィア国際映画祭　コンペティション部門
・第47回トロント国際映画祭
・第27回釜山国際映画祭
・第66回BFIロンドン映画祭
・第42回台北金馬映画祭
・第14回TAMA映画祭　最優秀作品賞
・第47回報知映画賞
■映画『窓辺にて』
・第35回東京国際映画祭2022　コンペティション部門　観客賞

## 主な作品
- 藍に響け（監督：奥秋泰男／2021年5月21日 公開）
- シノノメ色の週末（監督：穐山茉由／2021年11月5日 公開）
- LOVE LIFE（監督：深田晃司／2022年9月9日 公開）
- 窓辺にて（監督：今泉力哉／2022年11月4日 公開）